# Kristin Merle

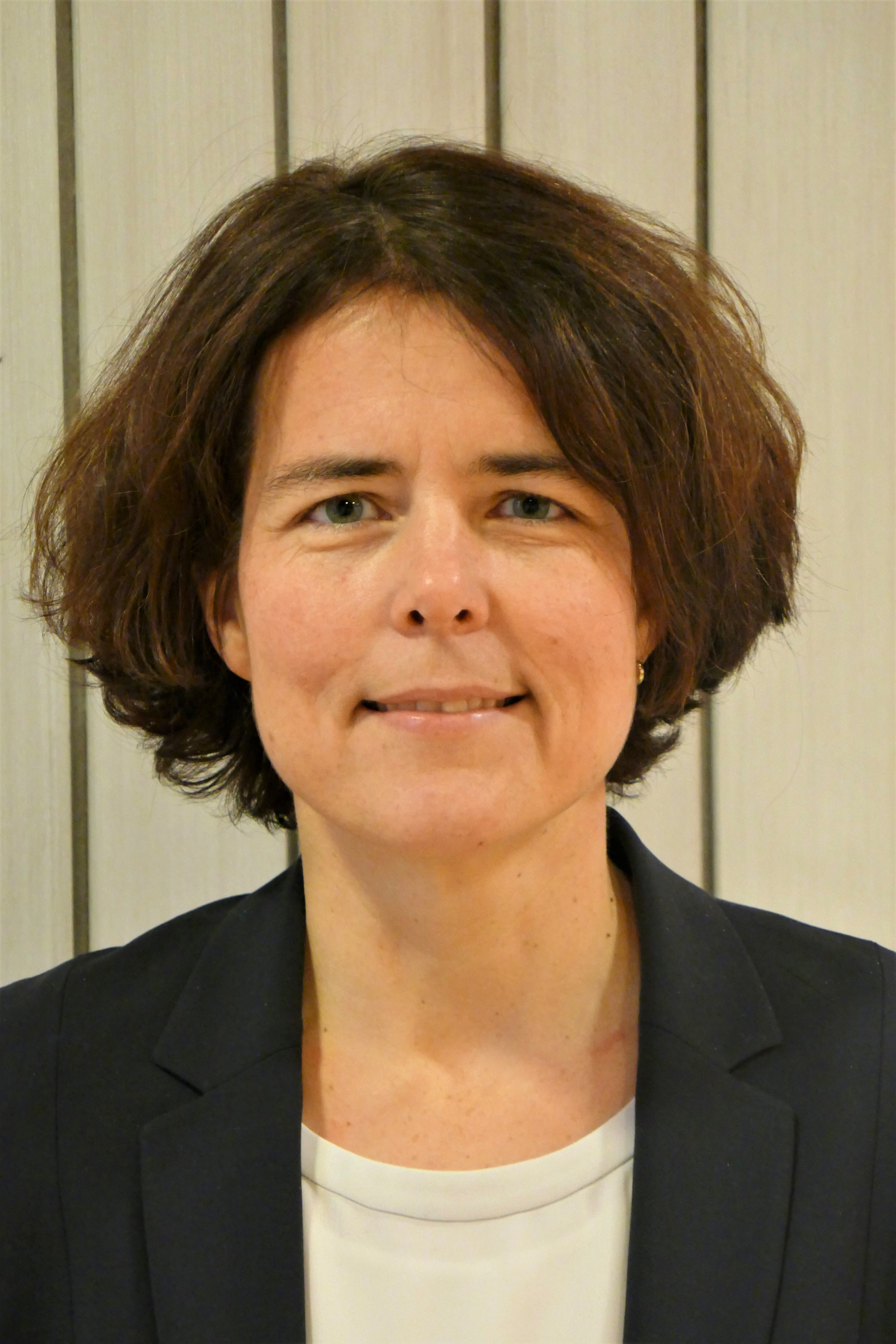
Kristin Merle (2018)

Kristin Merle (* 1974 in Hüttental, jetzt Siegen) ist eine deutsche evangelische Theologin. Sie ist Professorin für Praktische Theologie an der Universität Hamburg.

## Leben
Merle studierte evangelische Theologie in Heidelberg und Berlin. Die erste theologische Prüfung (Evangelische Kirche von Westfalen) legte sie 2001 ab. Von 2002 bis 2005 war sie wissenschaftliche Mitarbeiterin im DFG-geförderten Projekt „Medienreligion“, Praktische Theologie, Humboldt-Universität zu Berlin, bei Wilhelm Gräb. 2006 war sie wissenschaftliche Mitarbeiterin am Seminar für Praktische Theologie, HU zu Berlin. 2006/2007 hatte sie ein Promotionsabschlussstipendium des Landes Berlin (NaFöG).
In den Jahren 2007/2008 war Merle wissenschaftliche Angestellte am Lehrstuhl Praktische Theologie mit den Schwerpunkten Poimenik und Pastoraltheologie, Universität Tübingen, bei Birgit Weyel. Von 2008 bis 2010 absolvierte sie das Vikariat in Stuttgart-Vaihingen. Nach der Promotion 2009 und dem Promotionspreis 2010 der Evangelisch-Theologischen Fakultät der Universität Tübingen legte die Theologin 2010 die zweite theologische Dienstprüfung (Evangelische Landeskirche in Württemberg) ab und wurde anschließend zur Pfarrerin der Evangelischen Landeskirche in Württemberg ordiniert.
Danach war sie von 2010 bis 2011 Pfarrerin im Dekanat Tübingen und wissenschaftliche Angestellte am Lehrstuhl Praktische Theologie mit den Schwerpunkten Poimenik und Pastoraltheologie. Von 2011 bis 2018 war sie als Pfarrerin Landeskirchliche Assistentin ebd. Nach der Zertifizierung Pastoralpsychologische Weiterbildung in Seelsorge (Klinische Seelsorgeausbildung – KSA) 2013 und der Habilitation 2017 war sie Guest Lecturer an der Theologischen Fakultät der Universität Oslo.
Von 2017 bis 2018 hatte sie die Vertretung der Professur für Praktische Theologie in Hamburg inne. Seit 1. Oktober 2018 hat sie eine W3-Professur für Praktische Theologie mit den Schwerpunkten Poimenik und Homiletik an der Universität Hamburg inne.
Kristin Merle ist seit Dezember 2018 als Universitätspredigerin tätig. Die Universitätsgottesdienste der Universität Hamburg finden in der Hauptkirche St. Katharinen statt, in Kooperation mit der Hochschule für Musik und Theater.
Merle ist berufenes Mitglied der 13. Synode der EKD und der 13. Generalsynode der VELKD und Mitglied der II. Landessynode der Evangelisch-Lutherischen Kirche in Norddeutschland.
Ihre Forschungs- und Interessenschwerpunkte sind Religion und Öffentlichkeit, Religion und Politik, Mediatisierung von Religion und Religiosität, Seelsorge und empirische Religionsforschung.

## Schriften (Auswahl)
- Religion in der Öffentlichkeit. Digitalisierung als Herausforderung für kirchliche Kommunikationskulturen (Praktische Theologie im Wissenschaftsdiskurs; 22), Berlin: De Gruyter, 2019. ISBN 978-3-11-056974-2
- (Hg.) Kulturwelten. Zum Problem des Fremdverstehens in der Seelsorge (Studien zu Religion und Kultur; 3), Münster: LIT, 2013. ISBN 978-3-643-11629-1
- Alltagsrelevanz. Zur Frage nach dem Sinn in der Seelsorge (Arbeiten zur Pastoraltheologie, Liturgik und Hymnologie; 65), Göttingen: Vandenhoeck & Ruprecht, 2011. ISBN 978-3-525-62413-5
- (Hg. mit Birgit Weyel:) Seelsorge. Quellen von Schleiermacher bis zur Gegenwart (UTB; 3276), Tübingen: Mohr Siebeck, 2009. ISBN 978-3-8252-3276-4
- ausführliche Publikationsliste auf der Website der Universität Hamburg